# Jürgen Goslar
Jürgen Goslar (ur. 26 marca 1927 w Oldenburgu, zm. 5 października 2021) – niemiecki aktor, reżyser, scenarzysta filmowy i telewizyjny.

## Filmografia

### obsada aktorska
- 1957: Rosalinde (TV) jako Charles
- 1957: Der trojanische Krieg findet nicht statt (TV) jako Hektor
- 1960: Ostatni świadek (Der letzte Zeuge) jako
- 1976: Derrick jako Pan Schündler
- 1978: Łowcy niewolników (Slavers) jako Max von Erken
- 1978: Derrick jako Blodin
- 1980: Derrick jako Ewald Balke
- 1983: Derrick jako Albert Vrings
- 1987: Dziedzictwo Guldenburgów (Das Erbe der Guldenburgs) jako Max von Guldenburg
- 2003: Medicopter 117 jako Arno von Stahl

### reżyser
- 1958: Romeo und Jeanette (TV)
- 1968: Mexikanische Revolution (TV)
- 1970: Sir Henri Deterding (TV)
- 1976: Albino
- 1978: Łowcy niewolników (Slavers)
- 1982-97: Der Alte
- 1983-96: Derrick
- 1987: Dziedzictwo Guldenburgów (Das Erbe der Guldenburgs)